# Nicolás Condelle
Nicolás Condelle (José Nicolás Florentino Condelle Loyo) también conocido como Nicolás Condell (Veracruz, Veracruz, 1795 - Ciudad de México, 1847) de ascendencia francesa. Fue un militar que defendió a la corona española durante la guerra de la Independencia de México, peleando en la armada española contra el ejército Insurgente. Más tarde perteneció al Ejército Mexicano. Simpatizó con el régimen centralista de Anastasio Bustamante, fue fiscal del tribunal que sentenció a muerte a Vicente Guerrero y participó durante la guerra de Independencia de Texas defendiendo el sitio de Béjar.  Fue un político con inclinaciones conservadoras. Falleció a los 52 años de edad en la Ciudad de México.

## Carrera militar
En 1812, se unió al Regimiento Provincial de Guanajuato, llegando a obtener en 1821 el grado de capitán. Participó en diversas batallas y campañas durante la guerra de la Independencia de México. En 1816 combatió contra Vicente Guerrero durante la batalla de Cañada de Los Naranjos y pocos días después contra Manuel Mier y Terán en La Noria. En 1817, participó en el sitio de Xonacatlán, durante los dos años siguientes en las campañas efectuadas en Veracruz, y en 1820 en Guanajuato. En 1821, decidió unirse al Plan de Iguala de Agustín de Iturbide y al Ejército Trigarante.
Continuó prestando sus servicios al Ejército Mexicano. En 1825, participó en la toma de San Juan de Ulúa. En diciembre de 1829, se unió al Plan de Jalapa bajo las órdenes de Luis Quintanar. De esta forma, durante la guerra del Sur, combatió en la Costa Chica a las fuerzas federalistas que defendían la presidencia de Vicente Guerrero. En diciembre de 1829, cuando el presidente Guerrero dejó la Ciudad de México para ir a combatir a sus opositores, formó parte de los pronunciados contra el presidente interino José María Bocanegra.
En los primeros meses de 1831, con el grado de teniente coronel, se desempeñó como fiscal del tribunal que en Oaxaca sentenció a muerte a Vicente Guerrero el 10 de febrero:
(…)Nicolás Condelle teniente coronel del ejército y sargento mayor del cuarto batallón permanente— Vistas las declaraciones, cargos y confrontaciones contra Vicente Guerrero, me es preciso por las circunstancias que corren en este individuo exponer mi opinión con respecto a los crímenes de que se le han hecho cargos y por los cuales debe aplicársele el castigo.
(…)
Vicente Guerrero se ha sustraído abiertamente de la obediencia que se le debe a un gobierno establecido. Vicente Guerrero, a fuerza de armas ha faltado a la soberanía nacional atacando abiertamente y con fuerza armada lo dispuesto por ella (…)''
Durante los levantamientos de 1832 —continuados por el Plan de Veracruz—, se mantuvo en la defensa del gobierno centralista del vicepresidente Anastasio Bustamante. En marzo de 1832, participó en la batalla de Tolomé, acción que le valió el ascenso a coronel. El 18 de septiembre del mismo año, combatió en la batalla de El Gallinero. Un mes más tarde, siendo comandante general en San Luis Potosí, fue sitiado por las fuerzas del general José Esteban Moctezuma. Rechazó enérgicamente su rendición defendiendo el sitio durante 26 días, finalmente, capituló en los primeros días de diciembre. En 1833, fue incluido en la Ley del Caso, por tal motivo tuvo que exiliarse del país.
Dirigió el batallón de Morelos en 1835-1836 en la campaña de Texas. En la guerra de la Independencia de Texas, bajo las órdenes del general Martín Perfecto de Cos, sostuvo el sitio de Béjar durante 57 días, esta acción le valió el ascenso a general de brigada. En 1838, bajo las órdenes de Valentín Canalizo, combatió a los pronunciados a favor de la Federación en Tamaulipas.
En 1842, Antonio López de Santa Anna le otorgó el grado de general de brigada efectivo. Sin embargo, constantemente se vio en problemas con el presidente López de Santa Anna, dadas las diferencias de ideas y principios.

## Gobernador de Aguascalientes
En 1842, fue gobernador de Aguascalientes, año en el que dio inicio a la construcción  del jardín de San Marcos. Estuvo en el gobierno de la ciudad solo un año.  Su ideal era claro: mantener a los pobladores en una vida pacífica y mantener la prosperidad local y los intereses de los sectores.
Su gobierno se caracterizó por las intensas persecuciones a bandidos y por la implementación del orden público. Se registraron durante su gestión cientos de encarcelamientos de ciudadanos por el motivo de no cooperar con la autoridad. Las sentencias eran sanciones económicas y la participación de mano de obra para el mejoramiento citadino.
El 9 de marzo de 1842, durante los festejos del santo Patrono San Marcos, se dio inicio a la construcción del jardín de San Marcos. El motivo principal de su construcción fue acabar con los centenares de bandidos que usaban esta área como centro de reunión. En abril de 1843, la ciudad contó con el nuevo jardín de San Marcos. Se terminó de construir hasta el año de 1847.
Nicolás Condelle, fue el primer gobernador en utilizar los túneles de la ciudad, los cuales utilizó para comunicarse rápidamente con personas dentro de la política o importantes personajes de la religión. La mayoría de los túneles terminaban entre iglesias. Implementó un tratado para evitar que Aguascalientes fuera anexado nuevamente a la  ciudad de Zacatecas.
Su régimen fue estricto con las entidades que colindaban con dicha ciudad. Impidió que habitantes de Zacatecas pudieran emigrar, a la entonces llamada Villa de la Asunción de las Aguas Calientes, con actos de  violencia y cárcel. Durante su periodo los ciudadanos de Aguascalientes manifestaron numerosas insatisfacciones por la forma tan sanguinaria en la que gobernó.
Fue uno de los gobernadores de la ciudad de Aguascalientes que no aparece en los registros de historia del municipio estatal debido al corto tiempo que tuvo su mandato y a la forma en que fue impuesto al poder. Su sucesor, Marino Chico Navarro, duró en el poder  el mismo  tiempo y sí aparece en los registros de la entidad.

## Gobernador del Estado de México
En 1844, durante la época del centralismo (1838-1846), Nicolás Condelle fue gobernador militar del Estado de México. Bajo las órdenes  de Mariano Paredes y Arrillaga y el general Santa Anna fue impuesto gobernante interino del Estado de México hasta la elección de un legítimo mandatario. Gobernó durante un pequeño periodo en el cual apoyó a causas militares, descuidando el progreso del estado.

## Problemas y cambios  del Congreso
Nicolás Condelle se vio afectado y perseguido por el Congreso porque el clero y los militares de alto rango manifestaban una fuerte oposición al Congreso Constituyente y no reconocían la nueva constitución. Esto generó un amplio desacuerdo con los diputados ya que creían que personas como Condelle, sin rastros de abolengo, no merecían tener los privilegios de los que gozaba.
En 1842, se estableció el decreto del 19 de diciembre, con el cual se creó una junta de notables que constituiría un nuevo orden para la nación. A esta reunión se le  conoce como la Junta Nacional Legislativa, que inició sus sesiones el 6 de enero de 1843. Dicha Junta sustituyó las siete leyes de 1836, apoyadas por el general Valencia y por Sebastián Camacho.